# Cryptocarya microcarpa
Cryptocarya microcarpa là loài thực vật có hoa trong họ Nguyệt quế. Loài này được F.N.Wei miêu tả khoa học đầu tiên năm 1995.